# Тихомир Трифонов
Тихомир Николаев Трифонов е български футболист, играещ на поста централен защитник. Съотборниците му го наричат „Херо“ поради приликата му с Димитър Димитров – Херо. Играч на Локомотив (Горна Оряховица).

## Кариера
Юноша е на Литекс (Ловеч) с който подписва първият си професионален договор, но така и не записва официален мач за първия отбор. През 2006 г. заедно с още няколко юноши на Литекс е преотстъпен на Дунав (Русе) където старши треньор по това време е Ферарио Спасов . Трифонов изиграва 23 мача, а отбора от зоната на изпадащите завършва на 5-о място. Преди началото на сезон 2006-07 е продаден на елитния тогава Локомотив (Мездра) където е харесан от тогавашния спортен директор Георги Бачев. През 2009 г. преминава в Монтана за който изиграва 80 срещи в А група за три сезона. През лятото на 2012 има опция да продължи кариерата си в Полша, но след като тя пропада подписва за две година с новака в елита Етър ВТ.Старши треньора Цанко Цветанов му гласува доверие и дори го прави капитан на отбора. Освободен е през ноември 2012 г., а на 29-и, няколко дни по-късно, подписва договор с Черноморец (Бургас) до лятото на 2015 г.Дебютира за „акулите“ на 3 март 2013 г. срещу Левски (София).

## Статистика по сезони
| Сезон    | Отбор           | Първенство | Мачове | Голове |
| -------- | --------------- | ---------- | ------ | ------ |
| 2007/08  | Локомотив (Мз)  | Б група    | 16     | 1      |
| 2008/09  | Локомотив (Мз)  | А група    | 11     | 0      |
| 2009/10  | Монтана         | А група    | 25     | 1      |
| 2010/11  | Монтана         | А група    | 28     | 0      |
| 2011/12  | Монтана         | А група    | 27     | 0      |
| 2012/ес. | Етър 1924       | А група    | 12     | 0      |
| 2013/пр. | Черноморец (Бс) | А група    | 1      | 0      |
| 2014/пр. | Локомотив (Пд)  | А група    | 7      | 0      |
| 2014/ес. | ОФК Етър        | В група    | 8      | 1      |
| 2015/пр. | Хасково         | А група    | 12     | 1      |
| 2015/16  | Нефтохимик      | А група    | 0      | 0      |